# Palawan-Schuppentier
Das Palawan-Schuppentier (Manis culionensis), manchmal auch Philippinen-Schuppentier genannt, ist eine Säugetierart aus der Familie der Schuppentiere (Manidae). Sie ist auf der philippinischen Insel Palawan und einigen nördlich vorgelagerten Inseln endemisch verbreitet. Dort bewohnt sie Wälder und teils offene Landschaften und lebt nachtaktiv. Über die genaue Lebensweise der Schuppentierart liegen aber nur wenige Informationen vor. Seit ihrer Erstbeschreibung, die 1915 erfolgte, galt sie teilweise als identisch mit dem nahe verwandten Malaiischen Schuppentier, allerdings bestätigten Untersuchungen aus dem Jahr 2005 die Eigenständigkeit des Palawan-Schuppentiers. Intensive Bejagung führte dazu, dass der Bestand der Art stark gefährdet ist.

## Merkmale

### Habitus
Das Palawan-Schuppentier ist ein mittelgroßer Vertreter der Schuppentiere, der eine Kopf-Rumpf-Länge von 45 bis 54 cm und eine Schwanzlänge von 38 bis 50 cm erreicht. Damit entspricht die Schwanzlänge etwa 90 % der Länge des restlichen Körpers. Das Gewicht liegt bei 2,5 bis 8,0 kg. Unterschiede zwischen den Geschlechtern sind nicht bekannt. Im Körperbau gleicht das Palawan-Schuppentier seinem nahen Verwandten, dem Malaiischen Schuppentier (Manis javanica), ersteres besitzt aber einen verhältnismäßig längeren Schwanz. Typisch ist der Schuppenpanzer, der die der Oberseite des Kopfes, den Rumpf, die Außenseiten der Gliedmaßen und den Schwanz bedeckt. Die Schuppen sind aber deutlich kleiner ausgebildet als beim Malaiischen Schuppentier und gruppieren sich zu 19 bis 21 Reihen am Rücken. Zudem sind sie nicht so dunkel, sondern weisen einen fahlen bis cremigen, orange-gelblichen Farbton auf. Ebenfalls im Unterschied zum Malaiischen Schuppentier bestehen auf der Oberfläche der Schuppen auf der unteren Körper- und Schwanzseite keine kräftigen Längskielen. Die Schuppen besitzen eine V-Form mit einer Länge ähnlich groß wie die Breite. Zum hinteren Rumpf hin werden sie deutlich größer. Am Schwanz ist auf der Rückenseite nur eine mittlere Schuppenlinie ausgebildet. Auf der Unterseite der Schwanzspitze fehlt dagegen eine Schuppe, so dass hier eine kleine Hautfläche sichtbar ist. Zwischen den Schuppen sprießen einzelne Haare, die weiterhin auch den unbeschuppten Körper in einer dichten Lage bedecken. Die Haare sind weißlich gefärbt und relativ lang. Die Haut weist einen bräunlichen Ton auf, zu dem die Nase durch eine dunklere Färbung im Kontrast steht. Die Augen sind klein mit ebenfalls dunkler Iris, die Ohren werden nur durch einen kleinen, verdickten Knorpelkamm angezeigt. Die Vorderbeine sind etwas kürzer als die Hinterbeine. Die Gliedmaßen enden vorn und hinten in je fünf Strahlen mit kurzen, gebogenen Krallen. Die mittlere Kralle ist dabei am größten, sie übertrifft am Vorderfuß die anderen aber um weniger als das Doppelte.

### Schädel- und Skelettmerkmale
Der Schädel wird 6,5 bis 9,0 cm lang und ist konisch geformt mit einem relativ lang ausgezogenen und dicken Rostrum. Der Jochbogen ist wie bei allen Schuppentieren nicht vollständig ausgebildet, der vordere, am Jochbein ansetzende Knochenfortsatz weist abweichend vom Malaiischen Schuppentier nur eine extrem geringe Länge auf. Die Nasenbeine sind gleichfalls kürzer als beim Malaiischen Schuppentier und nehmen weniger als ein Drittel der gesamten Schädellänge ein. Der lange Schwanz besteht aus 29 bis 30 Wirbeln.

## Verbreitung

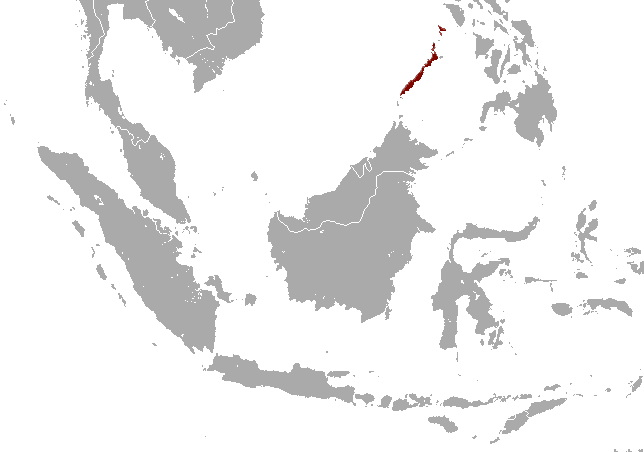
Verbreitungsgebiet

Das Palawan-Schuppentier lebt endemisch auf der zu den Philippinen gehörenden Insel Palawan und den nördlich vorgelagerten Calamian-Inseln wie Busuanga, Culion oder Calauit, auf der Insel Apulit wurde es eingeführt. Auf Palawan ist es Untersuchungen zufolge möglicherweise häufiger im Nordteil der Insel zu finden als im Südteil. Von den Calamian-Inseln wurde das Palawan-Schuppentier an wenigstens 25 Lokalitäten nachgewiesen. Der Lebensraum umfasst tiefer gelegene primäre tropische Regenwälder, der bisher höchstgelegene Nachweis stammt aus 2015 Metern über Meereshöhe. Die Schuppentierart kann auch in vom Menschen beeinflussten Gebieten wie Sekundärwäldern, Mosaiklandschaften oder Grasländern vorkommen, letztere müssen aber genügend Bäume aufweisen. Sie zeigt einige Vorlieben für Feigen, in denen neben geeigneten Baumhöhlen auch Ameisenkolonien vorkommen, die von den Früchten der Bäume angezogen werden.

## Lebensweise
Über die Lebensweise des Palawan-Schuppentiers liegen kaum Informationen vor. Vermutlich ist es wie alle Schuppentierarten ein eher nachtaktiver Einzelgänger und lebt teils in Bäumen (semi-arboricol). Beim Klettern in den Bäumen wird der Schwanz meist um den Stamm oder Ast gelegt, was als Sicherung dient. Auf dem Boden bewegt sich das Palawan-Schuppentier mit den Krallen der Vorderfüße nach unten geklappt auf den Knöcheln vorwärts. Bei Gefahr stößt es einen zischenden Laut aus und rollt sich zu einer Kugel zusammen. Es nutzt seinen gut ausgebildeten Geruchssinn zur Orientierung und zur Nahrungssuche. Die Nahrung besteht hauptsächlich aus Ameisen und Termiten, Beobachtungen zufolge sucht das Palawan-Schuppentier bevorzugt Nester baumlebender Kolonien auf. Die Nester werden mit den Klauen der Vorderfüße aufgerissen und die Beute mit der Zunge herausgeleckt. Untersuchte Nester zeigen meist ein einzelnes rundes Loch. Große Nester liegen aber häufig zerstört am Boden. Über die Fortpflanzung ist nichts bekannt. Mutter- und Jungtiere wurden gemeinsam im August beobachtet.

## Systematik
Das Palawan-Schuppentier ist eine Art aus der Gattung Manis, welcher drei weitere, heute bestehende Arten angehören, die die asiatischen Vertreter der Familie der Schuppentiere (Manidae) repräsentieren. Die Schuppentiere wiederum bilden das einzige Mitglied der Ordnung der Pholidota, die somit als monotypisch anzusehen sind. Sie können in die weitläufige Verwandtschaft der Raubtiere (Carnivora) eingeordnet werden, was allerdings erst durch molekulargenetische Untersuchungen ermittelt und abgesichert wurde. Innerhalb der Schuppentiere gehören die asiatischen Vertreter wiederum der Unterfamilie Maninae an. Diese steht den afrikanischen Schuppentieren gegenüber, die zu den Unterfamilien der Smutsiinae und der Phatagininae verwiesen werden.
Die Gattung Manis wird häufig in die Untergattungen Manis und Paramanis aufgeteilt. Letzterer gehört auch das Palawan-Schuppentier an. Sein nächster Verwandter ist das Malaiische Schuppentier (Manis javanica), der einzige weitere Vertreter in der Untergattung Paramanis. Dieses bewohnt heute mehrere der größeren Inseln des Malaiischen Archipels und Teile des Festlandsgebietes von Südostasien. Die Trennung der beiden Arten erfolgte laut genetischen Analysen im Verlauf des Pleistozäns. Unterarten des Palawan-Schuppentiers werden nicht unterschieden.
Das Palawan-Schuppentier entstand vermutlich durch Speziation infolge geographischer Isolation aus einer gemeinsamen Linie mit dem Malaiischen Schuppentier. Palawan ist vom südwestlich gelegenen Borneo durch eine schmale, bis zu 145 m tiefe Meerenge, die Balabacstraße getrennt. Während des Altpleistozäns vor mehr als 800.000 Jahren waren Palawan und die Calamian-Inseln aufgrund des niedrigen Meeresspiegels, bedingt durch das in der nördlichen Hemisphäre in Eis gebundene Wasser während einer Kaltphase des Eiszeitalters, über das Greater Palawan Shelf mit Borneo verbunden. Sie bildeten demnach den nordöstlichsten Teil des Sundalandes, welches einen größeren Teil des heutigen Malaiischen Archipels einnahm. Dadurch gelangten wohl Vorfahren des Palawan-Schuppentiers bis in ihre gegenwärtigen Refugien, wo sie mit den tropischen Regenwäldern vergleichbare Lebensbedingungen vorfanden. Mit dem Abschmelzen des Eises und dem Anstieg des Meeresspiegels trennte sich das Greater Palawan Shelf in der Zeit vor etwa 800.000 bis 500.000 Jahren, im frühen Mittelpleistozän, vom Sundaland ab. In den folgenden Kaltphasen kam es Untersuchungen zufolge nicht wieder zu einer Landverbindung. Fehlender Genfluss zu den anderen Populationen der Schuppentiere des Sundalandes führte somit zur Ausbildung des Palawan-Schuppentiers. Der Prozess ist aber noch nicht vollständig verstanden. Die Schuppentiere gelten als relativ konservative Tiergruppe, die nur wenige evolutive Veränderungen während ihrer Stammesgeschichte durchliefen. Andere Inselpopulationen von Schuppentieren, etwa des Vorderindischen Schuppentiers (Manis crassicaudata) und des Chinesischen Schuppentiers (Manis pentadactyla), vollzogen keine ähnliche Artbildung. Fossilfunde des Palawan-Schuppentiers sind nicht bekannt. Subfossil stammen Reste aus 5.000 bis 10.000 Jahre alten archäologischen Fundstellen Palawans, etwa von Pasimbahan-Magsanib im Norden der Insel.
Die wissenschaftliche Erstbeschreibung der Art erfolgte 1915 durch Casto de Elera unter der Bezeichnung Pholidotus culionensis. Er benutzte dabei ein Individuum von der Insel Culion, wovon sich mit culionensis auch das Artepitheton ableitet. Zum Teil bis in die 1950er Jahre wurde das Palawan-Schuppentier noch als eigenständige Art geführt, später galt es dann als identisch mit dem Malaiischen Schuppentier. Im Jahr 1998 stellte dies Alfred Feiler anhand von einem Exemplar aus dem Museum für Tierkunde in Dresden in Frage. Bei weiteren Untersuchungen durch Philippe Gaubert und Agostinho Antunes aus dem Jahr 2005 wurden dann Unterschiede im Bau des Schädels und der Hornschuppen festgestellt. Diese führten erneut zur Klassifikation als eigenständige Art.

## Bedrohung und Schutz
Das Palawan-Schuppentier wird intensiv gejagt, hauptsächlich wegen des Fleisches, das überwiegend zur Nahrungsversorgung dient, aber auch als Bushmeat gehandelt wird. Weiterhin sind auch die Haut und die Schuppen begehrt. Die Haut wird vor allem bei Asthmabeschwerden eingesetzt, die Schuppen gelangen teilweise auch in den internationalen Markt, wo sie besonders in der Traditionellen Chinesischen Medizin Verwendung finden. Einen weiteren Bedrohungsfaktor stellt die Zerstörung des Lebensraumes durch Entwaldung dar. Die IUCN listet aufgrund dessen das Palawan-Schuppentier als „stark gefährdet“ (endangered) und geht nach Aussagen lokaler Jäger von einem deutlichen Rückgang der Populationen aus. Die Schuppentierart ist durch das Washingtoner Artenschutz-Übereinkommen (CITES), Anhang II, geschützt und unterliegt zusätzlich der zero annual export quota des CITES, wodurch jeder internationale Handel mit Schuppentieren oder deren Körperteilen verboten ist. Ebenso steht sie auch durch die lokale Gesetzgebung unter Schutz, die aber vor Ort nur wenig durchgesetzt wird. Das Palawan-Schuppentier ist in mehreren Naturschutzgebieten auf Palawan präsent.